# Hosseusia gertrudiana
Hosseusia gertrudiana — вид грибів, що належить до монотипового роду  Hosseusia.